# خوان روخاس
خوان روخاس (انگلیسی: Juan Rojas؛ زادهٔ ۱۷ دسامبر ۱۹۴۵) بازیکن سابق فوتبال اهل پاراگوئه است که در پست دفاع راست بازی می‌کرد.
وی همچنین در تیم ملی فوتبال پاراگوئه بازی کرده‌است.